# Сахно Олександр Сергійович
Олександр Сергійович Сахно (нар. 5 липня 1985) — український футбольний арбітр. У 2017 році розпочав обслуговувати футбольні матчі чемпіонату України у першій лізі.